# Сахарный тростник (род)
Са́харный тростни́к (лат. Sáccharum) — род травянистых растений семейства Злаки, или Мятликовые (Poaceae).

## Описание
Многолетние травянистые рыхлодерновинные растения 0,5—3 (6) м высотой. Стебли прямостоячие, выполненные. Лигула перепончатая, 1,5—5 мм длиной. Листья линейные, обычно плоские, 1,5—50 мм шириной.

## Распространение
Сахарный тростник происходит из юго-западной части тихоокеанского региона. Saccharum spontaneum встречается в дикой форме в восточной и северной Африке, на Среднем Востоке, в Индии, Китае, на Тайване и в Малайзии и Новой Гвинее. Центр происхождения, возможно, северная Индия, где встречаются формы с наименьшим хромосомным набором. Saccharum robustum встречается вдоль речных берегов в Новой Гвинее и на некоторых из прилегающих островов и является эндемиком в этой местности. Сахарный тростник культивируемый происходит, наиболее вероятно, из Новой Гвинеи. Этот тростник может произрастать только в тропических регионах с подходящим климатом и почвой. Saccharum barberi, возможно, происходит из Индии. Saccharum sinense встречается в Индии, Индокитае, южном Китае и на Тайване. Saccharum edule, судя по всему, является чистой формой Saccharum robustum и встречается только в Новой Гвинее и на близлежащих островах.

## Виды
Род, по данным сайта Plants of the World Online, включает 18 видов:
- Saccharum angustifolium (Nees) Trin.
- Saccharum beccarii (Stapf) Cope
- Saccharum filifolium Steud.
- Saccharum formosanum (Stapf) Ohwi
- Saccharum griffithii Munro ex Aitch.
- Saccharum intermedium Welker & Peichoto
- Saccharum kajkaiense (Melderis) Melderis
- Saccharum longesetosum (Andersson) V.Naray. ex Bor
- Saccharum maximum (Brongn.) Trin.
- Saccharum officinarum L. typus — Сахарный тростник культивируемый, или Сахарный тростник благородный
- Saccharum robustum E.W.Brandes & Jeswiet ex Grassl
- Saccharum sikkimense (Hook.f.) V.Naray. ex Bor
- Saccharum ×sinense Roxb.
- Saccharum spontaneum L. — Сахарный тростник дикий
- Saccharum stewartii Rajesw., R.R.Rao & Arti Garg
- Saccharum velutinum (Holttum) Cope
- Saccharum wardii (Bor) Bor ex Cope
- Saccharum williamsii (Bor) Bor ex Cope

Другие виды перенесены в роды Erianthus Michx., Narenga Bor и другие, а также в род Tripidium H.Scholz; однако иногда род Saccharum понимают в расширенном смысле. 